# National Westminster Bank
Die National Westminster Bank, kurz auch NatWest genannt, ist ein britisches Kreditinstitut mit Sitz in Bishopsgate in London. Die Bank entstand 1968 durch die Fusion der National Provincial Bank mit der Westminster Bank. Seit 2000 ist NatWest eine Tochter der Royal Bank of Scotland (RBS). Vor der feindlichen Übernahme durch die RBS für 21 Mrd. Pfund Sterling gaben auch Legal & General und die Bank of Scotland Willensbekundungen für eine Fusion mit NatWest ab. Die Bank bedient hauptsächlich Kunden in England und Wales und operiert über das Tochterunternehmen Ulster Bank auch in Nordirland, sowie der Republik Irland. Im Februar 2020 kündigte die Royal Bank of Scotland an, den Gesamtkonzern im Laufe des Kalenderjahres 2020 zur NatWest Group umzufirmieren. Die RBS übernimmt somit den Namen der im Jahr 2000 übernommenen Tochtergesellschaft NatWest.
NatWest warb lange Zeit als Sponsor des Cricket-Sports und hielt die Namensrechte an der Natwest Trophy. Der Tower 42 wurde ursprünglich als „NatWest Tower“ errichtet und diente dem Unternehmen als Hauptsitz. Das Bauwerk war bis 1990 das höchste Gebäude im Vereinigten Königreich.